# Vennanthur
Vennanthur é uma panchayat (vila) no distrito de Namakkal, no estado indiano de Tamil Nadu.

## Demografia
Segundo o censo de 2001, Vennanthur tinha uma população de 13,475 habitantes. Os indivíduos do sexo masculino constituem 52% da população e os do sexo feminino 48%. Vennanthur tem uma taxa de literacia de 59%, inferior à média nacional de 59.5%: a literacia no sexo masculino é de 69% e no sexo feminino é de 49%. Em Vennanthur, 11% da população está abaixo dos 6 anos de idade.